# Пецна
Пецна (пол. Pecna, нім. Petzen Hauland) — село в Польщі, у гміні Мосіна Познанського повіту Великопольського воєводства.
Населення — 1893 особи (2011).
У 1975-1998 роках село належало до Познанського воєводства.

## Демографія
Демографічна структура станом на 31 березня 2011 року:
|          | Загалом | Допрацездатний вік | Працездатний вік | Постпрацездатний вік |
| -------- | ------- | ------------------ | ---------------- | -------------------- |
| Чоловіки | 906     | 203                | 616              | 87                   |
| Жінки    | 987     | 186                | 605              | 196                  |
| Разом    | 1893    | 389                | 1221             | 283                  |